# Кыта
Кыта́ или кытъа́ (араб. قطعه‎, букв. «фрагмент») — строфа стихосложения в восточной литературе, сродни касыде и газели.
Форма — короткое стихотворение чаще из восьми-двенадцати строк, в котором первые две строки между собою не рифмуются. Впервые этот способ стихосложения описал Шамс-и Кайсар-Рази в своём трактате XIII веке. Два столетия спустя Хусейн Ваиз Кашефи определил минимальный (два бейта) и максимальный (15—19 бейтов) объём для кыта. Однако поэты нередко игнорировали требования, создавая кыта более крупных объёмов, а также с рифмованным первым бейтом.
По содержанию кыта преимущественно носит характер размышления, дидактического высказывания, философского обобщения и т. д.